# 新居さとし
新居 さとし（あらい さとし、9月10日 - ）は、日本の漫画家。宮城県出身。4コマ漫画を中心とするショートギャグ漫画を多く手がける。代表作に、『地球防衛OLいちご』など。掲載雑誌は主に、『ケロケロエース』、『日本漫画新聞』など。

## 作品リスト

### 連載
- 女神の鉄槌→地球防衛OLいちご（『コミックフラッパー』）
- ダメ姉って呼ばないで!（『まんがライフオリジナル』2004年10月号（ゲスト）、2005年2月号 - 2006年1月号→『まんがライフMOMO』2006年2月号 - 2006年12月号、『秋月りすスペシャル』にて読み切り）
- あくはむ（『月刊少年シリウス』、『月刊少年シリウスweb』）
- 赤毛の恐怖の大王アン→元赤毛の恐怖の大王アン→元赤毛の恐怖の大王アン Second Season→赤毛の恐怖の大王アン（『月刊コミックラッシュ』）
- おきらく魔法少女隊!?→らくしょー OKIRAKU MAHO SYOJOTAI !?（『コミックマグナ』）
- 怪盗ルソー変装アドベンチャー（『デンゲキニンテンドーDS』）
- 曙中学忍者部（『月刊少年ファング』）
- うみんちゅ（『コミックフラッパー』）
- マナブ&ゲームくんのデンゲキゲーム塾（『デンゲキニンテンドーDS』、カラー、記事扱い）
- ケロケロおもちゃ研究所（『ケロケロエース』、カラー、記事扱い、モノクロページの特別編に続く場合もある）
  - ケロケロおもちゃ研究所スペシャル（『ケロケロエース』Vol.6付録）
  - ケロラボ ケロロ軍曹超研究所（『ケロケロエース』Vol.8、導入部）
  - ケロケロおもちゃ研究所出張版（『ガンダムエース』2008年6月号）読み切り
  - ケロラボスペシャル プラモ製作ガイドブック出張版（『ケロケロエース』2008年8月号）読み切り
  - ガンダムエースおもちゃ研究所リターンズ（『ガンダムエース』2008年11月号）読み切り
  - ケロケロおもちゃ研究所特別編→ケロケロおもちゃ研究所 玩具王タカギハカセ（GANKING―）（『ケロケロエース』、モノクロ、カラーページの本編から続いている場合もある）
  - ケロケロおもちゃ研究所 出撃!SDガンダム カプセルファイターオンライン（『ガンダムエース』2010年9月号）読み切り
- マリオカートWii爆走講座 初級編・上級編（『デンゲキニンテンドーDS』2008年6月号・7月号付録）
- うみねこ通りのペルさん（『月刊コンプエース』2008年11月号 - 2009年5月号）
- メガネさんは意外とかわいい（『月刊ヤングキングアワーズGH』2020年3月号[2] - 2021年12月号[3]、全2巻）
- 31歳地味眼鏡OLさん（『ヤングコミック』2021年12月号[4] - ）
- 秘蜜の金髪ツインテール（『コミックヘヴン』2024年3月号[5] - ）

### 読みきり
- ラブ・バズーカ（『マガジンFRESH』2003年冬号）
- 株式会社弁当商事?（『まんがタイムジャンボ』2003年7月号）
- ただ死んだだけのはなし（『コミックフラッパー』）
- 4頁（『まんがライフオリジナル』12.1増刊あにまるパラダイス）
- 自転車侍（『月刊コミックラッシュ』2月号）
- 曙学園防衛愛好会（『まんがライフMOMO』）
- 放課後スレイヤーズ（『月刊コミックアライブ』5月号 原作、作画は蒼馬みずき））
- きのこの里（『月刊コミックボンボン』2007年8月号）[注釈 1]
- 天井裏の猫田さん（『コンプティーク』2008年4月号）
- 20面相の狼（『コミックフラッパー』2008年5月号付録）
- 安田誠 著『外こもりのススメ 海外のほほん生活』イラスト･漫画（幻冬舎コミックス）ISBN 9784344813786[注釈 2]
- しんかい王子（『月刊プレコミックブンブン』2008年10月号）
- 水曜スペシャル（水曜に行ったから）めがねっ娘メイドを探せ! in アキバ（『コミックフラッパー』2009年3月号）
- ヒヨコとロクエモン HIYOKO & ROKUEMON（『まんがライフMOMO』2009年6月号）
- 聖華学園女子水球部物語（『月刊コンプエース』2009年7月号）
- 河合ミナミの宇宙的日常（『月刊コミックラッシュ』2009年9月号）
- 新シートン動物記（『月刊コンプエース』2010年2月号）
- ウルトラガール ミサキ（『月刊コミックラッシュ』2010年10月号）

#### 作品名不明
- コミックこたえてちょーだい!
- なッ!!エンタメ24時
- ドキュメントジャンクション
- 本当にあった爆笑先生の話
- 特冊快援隊

### アンソロジー
- 「Piaキャロットへようこそ!!1-2-3」 エンターブレイン刊 ISBN 9784757713901
- 「痕〜きずあと〜」 エンターブレイン刊 ISBN 9784757712942
- 「第2次スーパーロボット大戦αコミックスペシャル」 アートプレスト刊 ISBN 9784840108331
- 「スーパーロボット大戦Rコミックスペシャル」 アートプレスト刊 ISBN 9784840106900
- 「牧場物語 Oh！ワンダフルライフ 4コマカーニバル」 コーエー刊 ISBN 9784775802656
- 『ツインさん』「快盗天使ツインエンジェル2 アンソロジーコミック」 カプコン刊 ISBN 9784862332417
- 『たちばな学園 女子寮物語〜拘束編』「拘束少女アンソロジーコミック」 一迅社刊 ISBN 978-4-7580-6264-0
- 『宇宙スポブラ縞パン刑事』「スポブラ少女アンソロジーコミック」 一迅社刊 ISBN 978-4-7580-6306-7

## 単行本
- 『地球防衛OLいちご よりぬきいちごさん』メディアファクトリー〈MFコミックス フラッパーシリーズ〉ISBN 9784840109857 、電子ブック版も有り
- 『あくはむ』講談社〈シリウスKC〉
  1. ISBN 9784063730364
  2. ISBN 9784063730739
  3. ISBN 9784063731026
- 『ダメ姉って呼ばないで!』幻冬舎コミックス〈バーズコミックス〉ISBN 9784344811904
- 『らくしょー OKIRAKU MAHO SYOJOTAI !?』幻冬舎コミックス〈バーズコミックス〉ISBN 9784344812239
- 『31歳地味眼鏡OLさん』少年画報社〈ヤングキングコミックス〉
  1. ISBN 9784785973360
  2. ISBN 9784785975524
  3. ISBN 9784785978068
- 『秘蜜の金髪ツインテール』、日本文芸社〈ニチブンコミックス〉2025年 - 、既刊1巻（2025年3月28日現在）
  1. 2025年3月28日発売[6][7]、ISBN 978-4-537-14994-4